# Simon Fujiwara

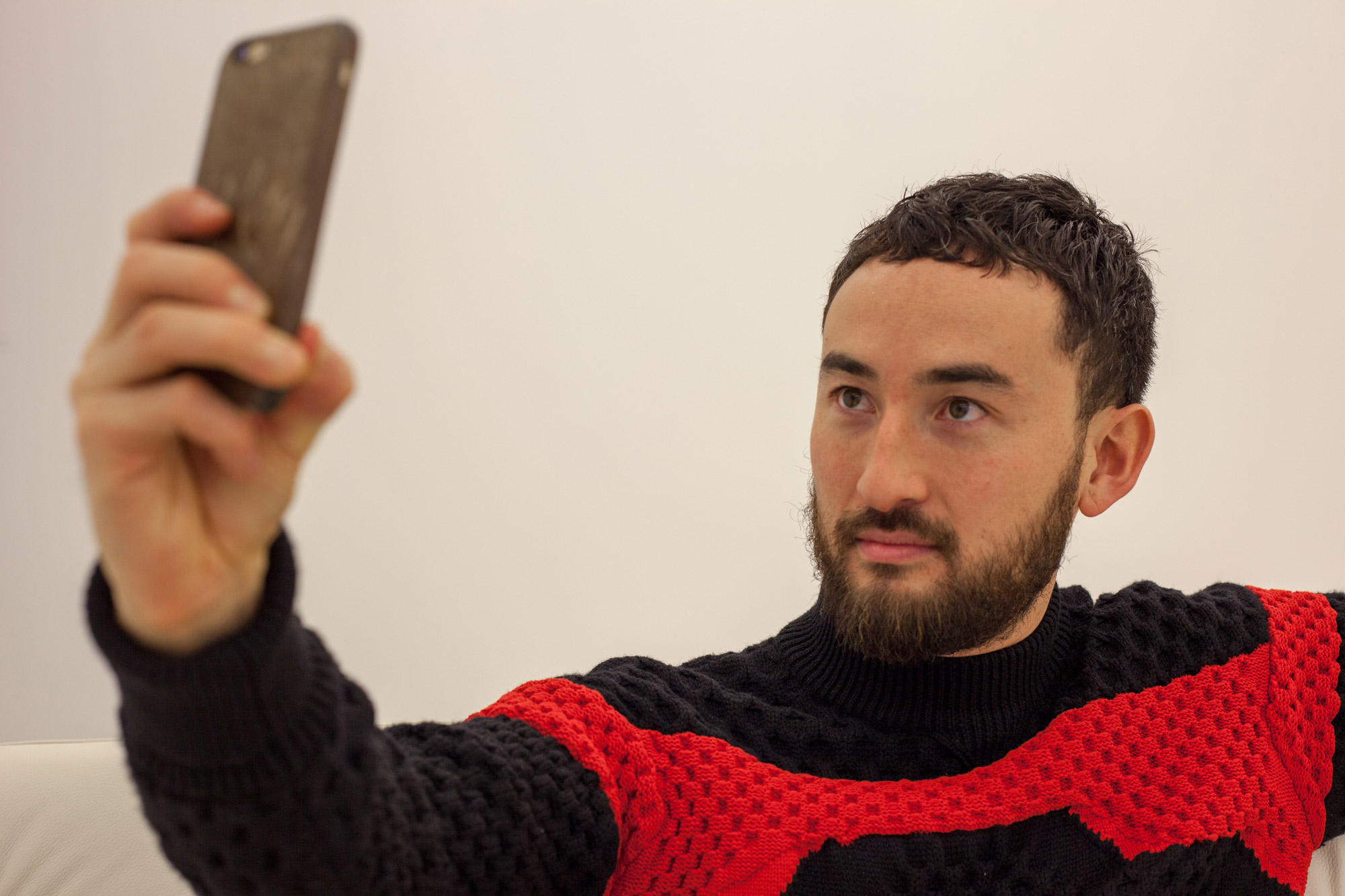
Simon Fujiwara, 2016

Simon Fujiwara (* 10. September 1982 in Harrow, Großbritannien) ist ein englischer Künstler.
Seine Werke umfassen Gemälde und Fotografien, Installationen, Film, Skulpturen. Sie sind in Museen in aller Welt zu sehen, etwa in der Tate Modern in London, im Palais de Tokyo in Paris, im Museum of Modern Art in New York, dem Irish Museum of Modern Art in Dublin und der Tokyo Opera City Art Gallery in Tokyo.
Fujiwara nennt seine Kunst eine Mischung aus Politik, Architektur und seiner eigenen Biografie. In der Tate St. Ives etwa baute er aus der Fantasie die Bar eines Hotels nach, das seine Eltern in Spanien betrieben, aufgeladen mit erotischen Elementen.
2016 zeigte er in Tokyo rasierte Tierfelle, in Brüssel eine traurige Hommage an die Dimension der Zeit mit von der Decke hängenden Uhrpendeln und -Ketten, in Dublin eine an Hollywood erinnernde multimediale Biografie des irischen Freiheitskämpfers Roger Casement und in Berlin den Puder und die um den Faktor 1000 vergrößerten Hautpigmente der deutschen Kanzlerin Angela Merkel. Im Kunsthaus Bregenz baute er das Anne-Frank-Haus in Amsterdam nach.

## Leben
Simon Fujiwara wurde im Londoner Stadtteil Harrow geboren. Seine Familie (die Mutter Britin, der Vater Japaner) zog zunächst nach Japan, dann nach Spanien und schließlich nach Cornwall, wo Simon seine Neigung zur Kunst entdeckte. Er studierte Architektur an der Universität von Cambridge und anschließend, von 2005 bis 2008, Kunst an der Staatlichen Hochschule für Bildende Künste – Städelschule in Frankfurt. Er lebt in Berlin.